# Archive.today
archive.today е сайт за уеб архивиране, основан през 2012 г. Поддържа сайтове с ресурсоемки скриптове като Google Maps и прогресивни уеб приложения като Twitter. Сайтът е достъпен и чрез други домейни, но е препоръчителна употребата на .today, тъй като това е портал, който винаги пренасочва към една от крайните дестинации.